# Keyshawn Johnson
Pour les articles homonymes, voir Johnson.
(en) Statistiques sur pro-football-reference
 Keyshawn Johnson est un joueur américain de football américain, né le 22 juillet 1972 à Los Angeles, qui évoluait au poste de wide receiver. Il a joué 11 saisons dans la National Football League (NFL) avec les Jets de New York (1996 à 1999), les Buccaneers de Tampa Bay (2000 à 2003), les Cowboys de Dallas (2004 à 2005) et les Panthers de la Caroline (2006).

## Biographie
Il est sélectionné à la première position de la draft 1996 de la NFL par les Jets de New York.
Keyshawn Johnson a cumulé plus de 10 000 yards en réception pour plus de 60 touchdowns. Il a dépassé quatre fois les 1 000 yards par saison.

## Statistiques
| Année              | Équipe                  | MJ                 |     | Passes réceptionnées | Passes réceptionnées | Passes réceptionnées | Passes réceptionnées |       | Courses | Courses | Courses | Courses |  | Fumbles | Fumbles |
| Année              | Équipe                  | MJ                 | Nb. | Yards                | Moy.                 | TD                   | Nb.                  | Yards | Moy.    | TD      | Nb.     | Perdus  |  |         |         |
| 1996               | Jets de New York        | 14                 | 63  | 844                  | 13,4                 | 8                    | -                    | -     | -       | -       | 0       | 0       |  |         |         |
| 1997               | Jets de New York        | 16                 | 70  | 963                  | 13,8                 | 5                    | -                    | -     | -       | -       | 0       | 0       |  |         |         |
| 1998               | Jets de New York        | 16                 | 83  | 1 131                | 13,6                 | 10                   | 2                    | 60    | 30      | 1       | 0       | 0       |  |         |         |
| 1999               | Jets de New York        | 16                 | 89  | 1 170                | 13,1                 | 8                    | 5                    | 6     | 1,2     | 0       | 0       | 0       |  |         |         |
| 2000               | Buccaneers de Tampa Bay | 16                 | 71  | 874                  | 12,3                 | 8                    | 2                    | 5     | 2,5     | 0       | 2       | 2       |  |         |         |
| 2001               | Buccaneers de Tampa Bay | 15                 | 106 | 1 266                | 11,9                 | 1                    | -                    | -     | -       | -       | 2       | 1       |  |         |         |
| 2002               | Buccaneers de Tampa Bay | 16                 | 76  | 1 088                | 14,3                 | 5                    | -                    | -     | -       | -       | 0       | 0       |  |         |         |
| 2003               | Buccaneers de Tampa Bay | 10                 | 45  | 600                  | 13,3                 | 3                    | -                    | -     | -       | -       | 0       | 0       |  |         |         |
| 2004               | Cowboys de Dallas       | 16                 | 70  | 981                  | 14                   | 6                    | 2                    | 13    | 6,5     | 0       | 1       | 1       |  |         |         |
| 2005               | Cowboys de Dallas       | 16                 | 71  | 839                  | 11,8                 | 6                    | 1                    | 3     | 3       | 0       | 3       | 3       |  |         |         |
| 2006               | Panthers de la Caroline | 16                 | 70  | 815                  | 11,6                 | 4                    | 1                    | 4     | 4       | 1       | 1       | 1       |  |         |         |
| Totaux en carrière | Totaux en carrière      | Totaux en carrière | 814 | 10 571               | 13                   | 64                   | 13                   | 91    | 7       | 2       | 9       | 8       |  |         |         |

## Palmarès

### Universitaire
- Vainqueur du Cotton Bowl et du Rose Bowl avec USC
- 1995 : 7e du trophée Heisman

### NFL
- Vainqueur du Super Bowl en 2002 avec Tampa Bay
- Pro Bowl en 1998, 1999 et 2001